# 景川宗隆
景川宗隆（けいせんそうりゅう、1425年（正長元年） - 1500年3月30日（明応9年3月1日））は、室町時代の臨済宗の僧。大徳寺46世住持、妙心寺10世住持を務め、妙心寺四派の一つである龍泉派の開祖となった。
伊勢国（現・三重県）に生まれる。幼くして円明寺で出家し、瑞泉寺住持の雲谷玄祥の下で修行する。その後は遊行して美濃国愚渓寺（岐阜県可児郡御嵩町）の義天玄詔、讃岐国慈明庵の桃隠玄朔に師事する。桃隠玄朔に就いて伊勢国大樹寺（三重県四日市市）に移り、その後京都竜安寺の住持となっていた義天玄詔の下に戻る。師が没した後に竜安寺の住職となった雪江宗深から40歳の時に印可を得た。
その後、大和国高市郡興雲寺及び伊勢国員弁郡瑞応寺及び妙心寺龍泉庵、大心院の開祖となったほか、犬山瑞龍寺、大樹寺、船井郡竜興寺、大徳寺46世住持、妙心寺10世住持を務めた。大心院にて遷化する。その語録は景川和尚語録としてまとめられた。正保3年（1646年）に本如実性禅師と諡される。
主な法嗣に景堂玄訥、春江紹蓓および柏庭宗松らがいる。

## 参考資料
- 『新版禅学大辞典』
- 『妙心寺 650年の歩み』